# Kalcióza

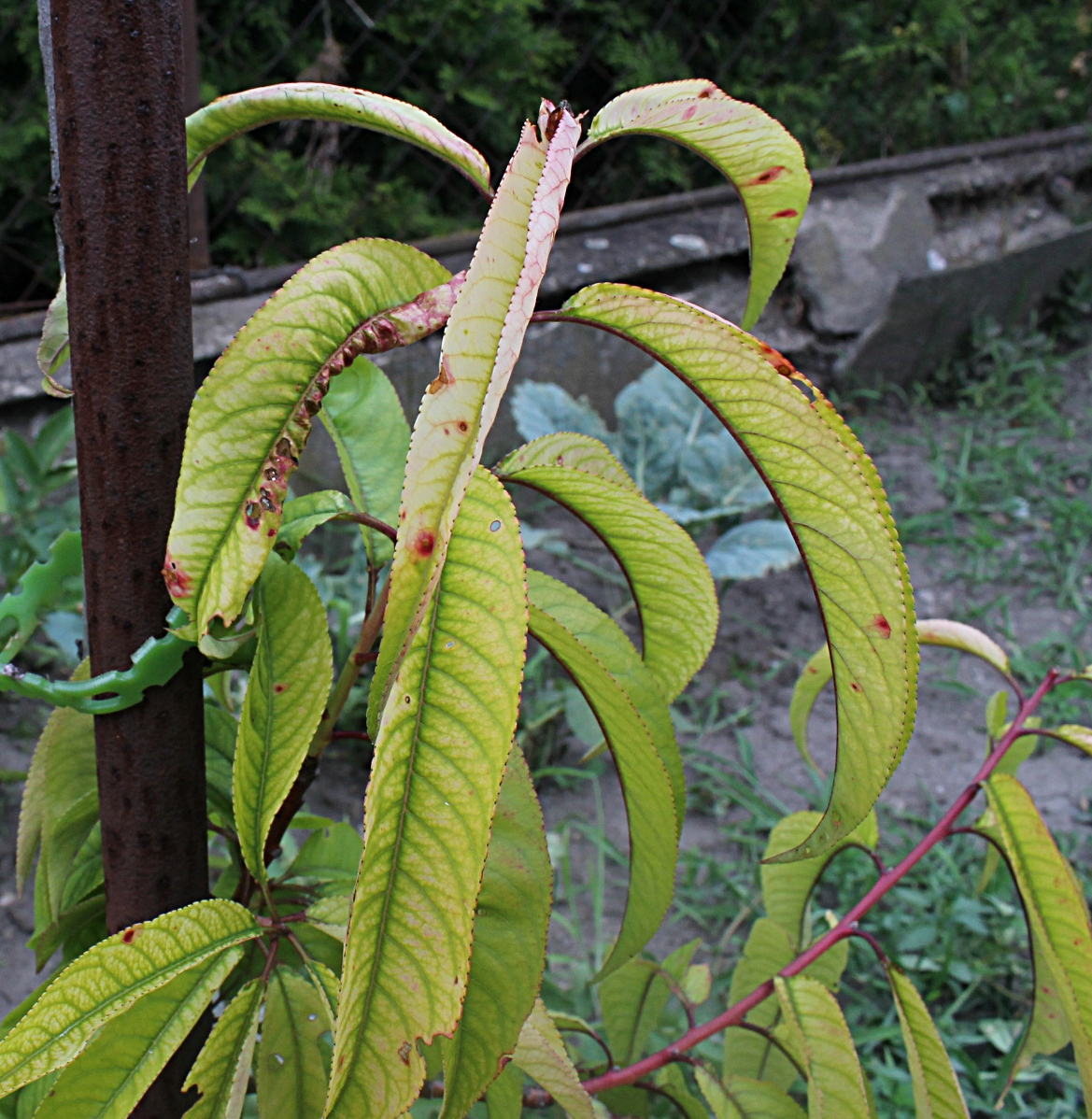
Kalcióza u broskvoně.

Kalcióza je fyziologická porucha rostlin je způsobena nedostatkem příjmu železa rostlinou, což je často sekundární problém. Obvykle je vyvolaná nadbytkem vápníku v půdě. Bývá spojována i s nevhodným pH půdy (nad 6.5, až silně alkalické půdy), chladným počasím, utužením půdy (změna půdních poměrů), přehnojením nebo nadbytkem vody. Kalcióza se projevuje zpravidla za horkého léta po deštivém jaru. Projevuje se obvykle jako chloróza listů. Vzhledem k tomu, že je železo významnou složkou chlorofylu, projevuje se nedostatek železa nedostatečnou tvorbou chlorofylu.

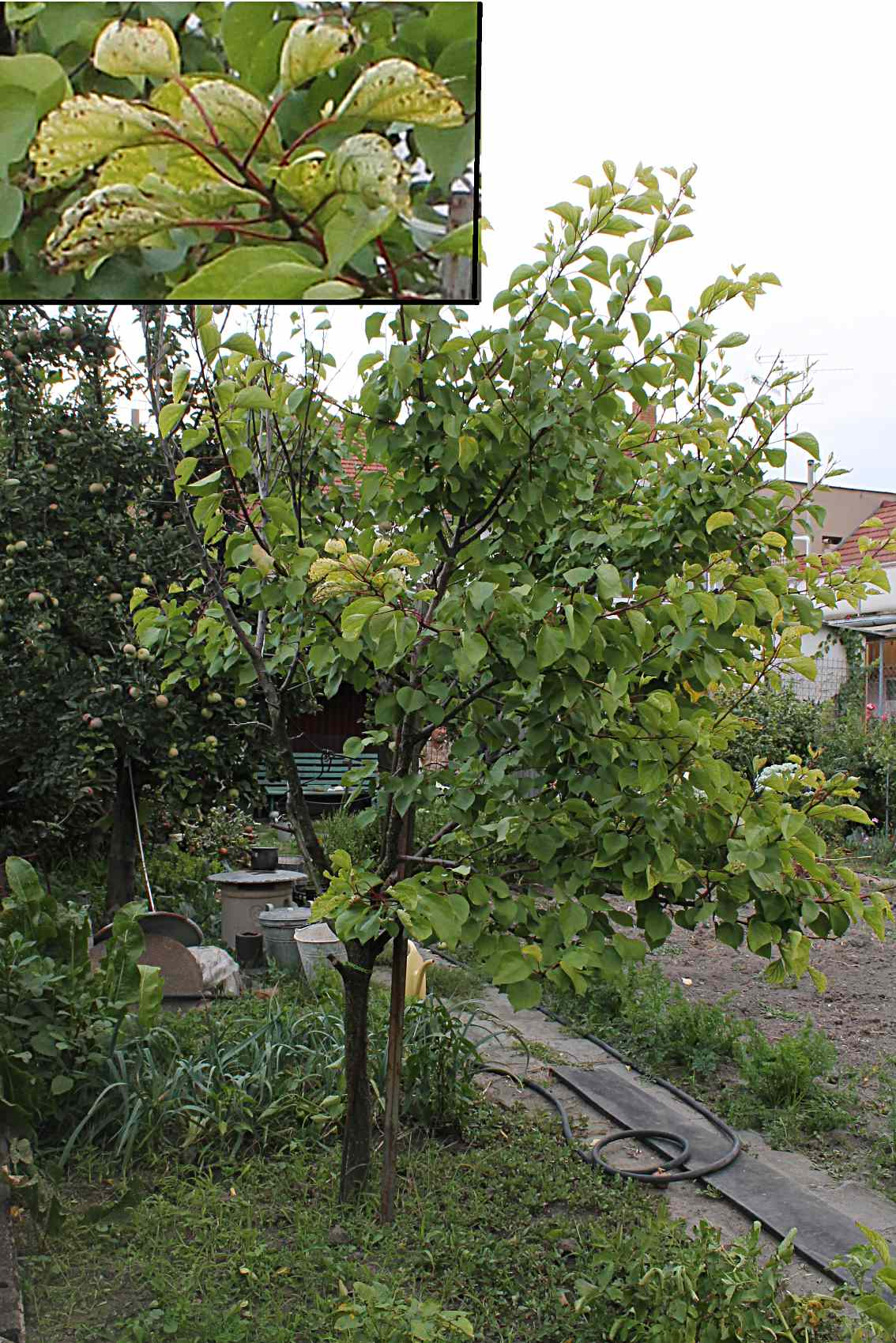
Žloutenka na meruňce.

Touto poruchou trpí často například vlčí bob a vápnobojné rostliny.

Může být zaměněna s nedostatkem manganu, nebo nadbytkem některých jiných složek výživy. Prvky jako vápník, zinek, mangan, fosfor, měď (antagonistické prvky) mohou učinit železo pro rostlinu nedostupné v případě, že jsou přítomny ve větším množství z běžných živin takto působí například nadbytek fosforu.

## Symptomy
Symptomy zahrnují žloutnutí listů, nebo hnědnutí ploch mezi nervaturou listů, jenž může sama zůstat zelená, zatímco mladé listy se mohou zdát zcela světlé. Ovoce může být špatné kvality a úroda je značně snížená. Kalciózou může trpět každá rostlina, ale obzvláště citlivá je většina vápnostřežných nebo rašeliništních rostlin, jako jsou například azalky a kamélie. Z běžných ovocných druhů jsou citlivé především maliny, broskvoně a hrušky.

## Vliv nedostatku železa na tvorbu chlorofylu
Chloróza je u kalciózy projevem nedostatku železa k vytváření chlorofylu. Železo je například využíváno k tvorbě glutamyl-tRNA reduktázy, enzymu potřebné pro vytvoření 5-aminolevulové, který je prekurzorem chlorofylu.

## Ochrana rostlin

### Prevence
Základním způsobem jak zabránit vzniku kalciózy je zvolit vhodné rostliny pro vhodné půdní podmínky a vyváženou výživou. Takto se lze vyhnout kalcióze třeba pěstováním vřesovištních rostlin v půdě s dostatkem rašeliny a nepřehnojováním dusíkatými a fosforečnými hnojivy nebo čerstvou chlévskou mrvou. Dlouhodobě je v půdách s vysokým pH vhodné použití síranu amonného jako dusíkatého hnojiva (způsobuje okyselení půdy). V alkalických půdách je totiž špatný příjem železa způsoben malou pohyblivostí iontů železa.

### Ošetření při výskytu
V případě kalciózy je třeba postižené porosty co nejdříve a opakovaně ošetřit (2–4× v intervalu 10–14 dní) speciálními prostředky nebo listovými hnojivy s obsahem železa, nejlépe v chelátové vazbě. Opakovaně je možno použít i roztok zelené skalice (heptahydrát síranu železnatého). Některé zdroje sice doporučují použít roztok zelené skalice v koncentraci 0,2–0,4 % + 0,04–0,08 % kyseliny citronové, ale jiné zdroje varují před použitím kyselin přímo (např. kyseliny sírové, chlorovodíkové nebo kyseliny citronové). Uvádějí, že může dojít k nežádoucím reakcím s kovovými ionty v půdě, které jsou toxické a jinak vázané.